# Bolle papierschelp
De bolle papierschelp (Thracia convexa) is een tweekleppigensoort uit de familie van de Thraciidae. De wetenschappelijke naam van de soort is voor het eerst geldig gepubliceerd in 1815 door W. Wood.